# Washington Pass Overlook Trail
 (octobre 2018).
Si vous disposez d'ouvrages ou d'articles de référence ou si vous connaissez des sites web de qualité traitant du thème abordé ici, merci de compléter l'article en donnant les références utiles à sa vérifiabilité et en les liant à la section « Notes et références ».
Le Washington Pass Overlook Trail est un sentier du comté d'Okanogan, dans l'État de Washington, aux États-Unis.
Débutant au bout d'une courte route forestière accessible depuis la Washington State Route 20 à environ 61 kilomètres à l'ouest de Winthrop, ce sentier pédestre goudronné d'approximativement 94 centimètres de large est long de 320 mètres. Il permet d'atteindre, au terme d'un parcours plat orienté d'ouest en est, un promontoire en granite de la chaîne des Cascades où a été aménagé un point de vue panoramique duquel le sentier tire son nom. À cette extrémité, le paysage qui se découvre sur les monts Methow avoisinants comprend principalement le Liberty Bell Group au sud, la Kangaroo Ridge plus à l'est, mais aussi, à environ 213 mètres immédiatement en contrebas, la suite de la SR 20 après que la route a franchi, pour entrer dans le comté de Chelan, un col de montagne appelé col Washington, d'après lequel le point de vue est à son tour nommé.
Protégé au sein de la forêt nationale d'Okanogan, qui en assure la gestion, le sentier est classé National Recreation Trail depuis 1978. Au moins cinq autres sentiers bénéficiant de ce classement sont situés dans le même comté. Le Washington Pass Overlook Trail est le plus court, avec le Rainy Lake Trail, de la même longueur.

## Extrémité

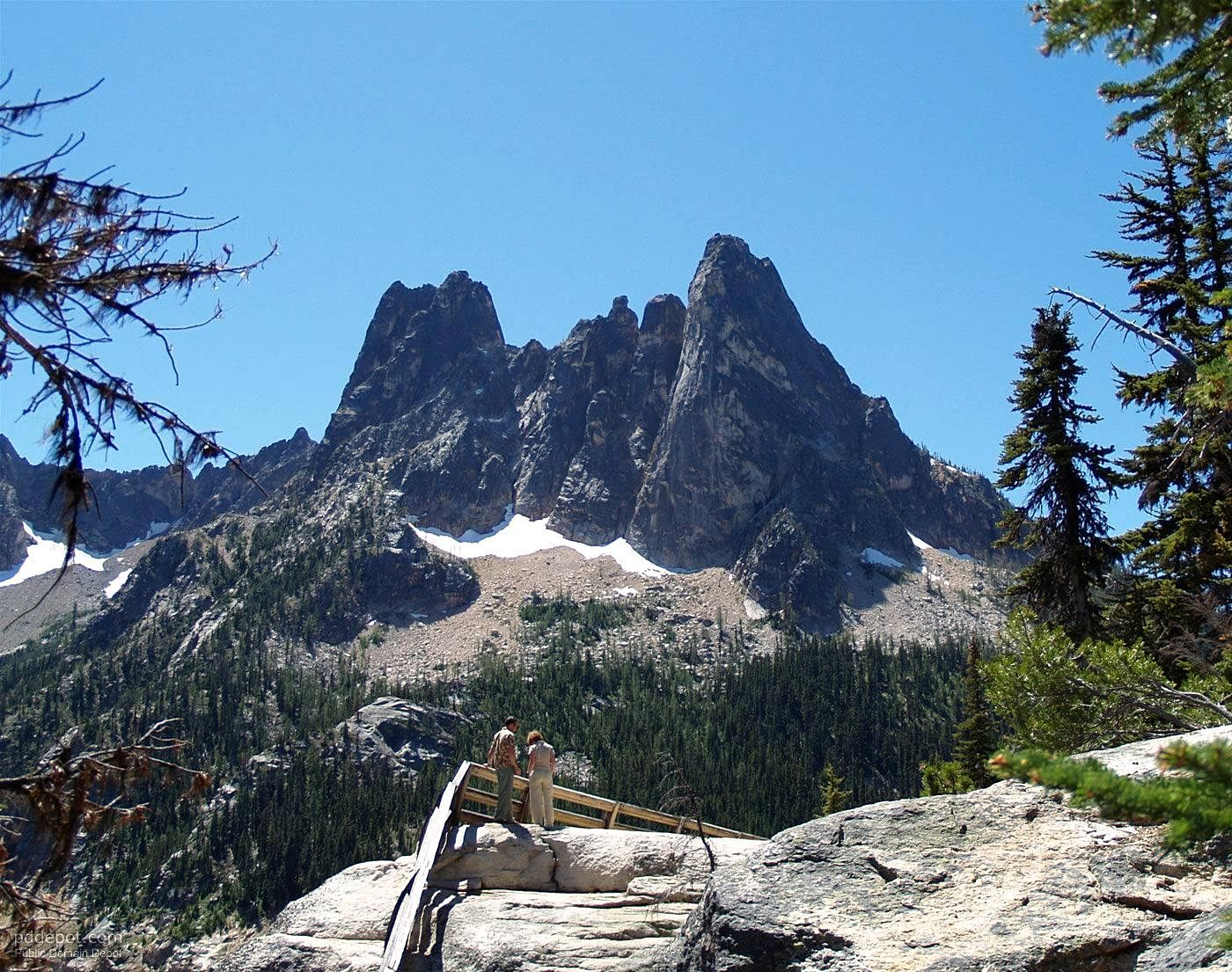
Vue du Liberty Bell Group depuis le point de vue panoramique sur le col Washington, auquel mène le Washington Pass Overlook Trail.